# Jörg Immendorff
Jörg Immendorff (n. 14 iunie 1945, Bleckede – d. 28 mai 2007, Düsseldorf) a fost un pictor, sculptor și scenograf german. A fost și profesor de artă. Membru al grupului Neue Wilde, el este considerat un artist neoexpresionist.
A creat „mari cicluri de picturi” de natură politică, inspirate uneori din Germania modernă, care au durat deseori câțiva ani pentru a fi finalizate. Cele mai faimoase cicluri ale sale au inclus Café Deutschland și The Rake’s Progress.